# 哈瓦那雙年展
哈瓦那雙年展（西班牙語：Bienal de La Habana）是由古巴文化部視覺藝術局成立的雙年展。

## 歷史
在哈瓦那雙年展之前，古巴未曾舉辦過藝術方面的大型國際活動。1982年林飛龍去世，古巴政府為了延續林飛龍在國際藝術方面的影響力，在哈瓦那以他為名建立了林飛龍當代藝術中心，藝術中心的使命是研究和推動第三世界藝術的發展。同時，菲德尔·卡斯特罗為了擴大古巴的影響力，提議組織雙年展，成立不久的藝術中心，主要的工作就是組織雙年展。當時藝術中心只是法律上成立，所以首屆雙年展實際主導者是古巴文化部的視覺藝術局，活動獲得蘇聯資金支持。1984年，首屆哈瓦那雙年展在哈瓦那的美術博物館舉辦。活動舉辦目的是「克服帝国主义造成的第三世界人民之间的交流障碍」，是面向第三世界國家、少數民族和西方世界的移民。策展人傑拉多·莫斯奎拉表示「我们考虑过把首届哈瓦那双年展定位成终极乌托邦式双年展——诞生于乌托邦式古巴革命语境下，双年展的愿望是试图改变国际权力关系」。首屆活動展出了拉丁美洲和加勒比海地區800位藝術家的作品。哈瓦那雙年展是繼威尼斯、聖保羅、悉尼之後第四個雙年展，也是第六個週期性舉行的國際藝術活動。
自第二屆開始，林飛龍當代藝術中心正式開始負責舉辦活動，一般會委派中心的五、六位策展人規劃展覽內容，有時會有一、兩位海外策展人參與。每位策展人負責前往不同國家，拜訪當地策展人和藝術家，最後決定邀請那些藝術家參展。1986年舉辦的第二屆雙年展，開始有非洲、亞洲和中東的藝術家參展。這一次雙年展古巴為了與中華人民共和國競爭在東方集團中的影響力，拒絕了華人、華裔和中華人民共和國國籍的藝術家參加。隨著蘇聯終止對古巴援助，第三屆由於資金和組織問題，延期一年，活動規模縮小，只有538個藝術家參加。第三屆刪除了頒獎活動和國家展覽，改為訂立活動主題。此後，活動經常因為資金延期。
2009年第十屆雙年展首次接受西方世界的藝術家參加，如首次有美國藝術家參展。第十三屆雙年展原定2018年舉辦，2017年由於颶風艾爾瑪襲擊古巴，大量基礎設備被破壞，活動延期到2019年舉行。2018年4月，古巴通過349號法令，將獨立文化活動視為刑事犯罪，引起了一批古巴藝術家的反對。反對的藝術家杯葛雙年展，並且在雙年展期間，自行主辦名為00Biennial的獨立展覽，展覽隨雙年展延期同時延期。該屆中華人民共和國首次在活動中舉行主题联展。

## 歷屆活動列表
| 年份      | 日期              | 主題                   | 備註          |
| --------- | ----------------- | ---------------------- | ------------- |
| 1984      | 5—6月             |                        | [ 12 ]        |
| 1986      | 11月26日—12月31日 |                        | [ 12 ]        |
| 1989      | 11月1日—12月31日  | 傳統與當代             | [ 12 ]        |
| 1991      | 11月16日—12月31日 | 挑戰殖民化             | [ 12 ]        |
| 1994      | 5月6日—6月30日    | 藝術、社會與反思       | [ 12 ]        |
| 1997      | 5月3日—6月8日     | 個人与记忆             | [ 13 ] [ 14 ] |
| 2000—2001 | 11月17日—1月      | 与彼此更靠近           | [ 15 ] [ 16 ] |
| 2003      | 11月1日—12月15日  | 藝術與生活             | [ 17 ]        |
| 2006      | 3月27日—4月27日   | 都市文化之动力         | [ 4 ]         |
| 2009      | 3月27日—4月30日   | 全球化时代的整合与抵制 | [ 18 ]        |
| 2012      | 5月11日—6月11日   | 艺术实践和社会想象     | [ 19 ] [ 20 ] |
| 2015      | 5月22日—6月22日   | 概念与经验之间         | [ 21 ]        |
| 2019      | 4月12日—5月12日   | 构建一切可能           | [ 22 ] [ 11 ] |
| 2021—2022 | 11月12日—4月30日  | 未來與時代性           | [ 23 ]        |
| 2024—2025 | 11月15日—2月28日  | 共享地平线             | [ 24 ]        |